# Olympiahafen Düsternbrook

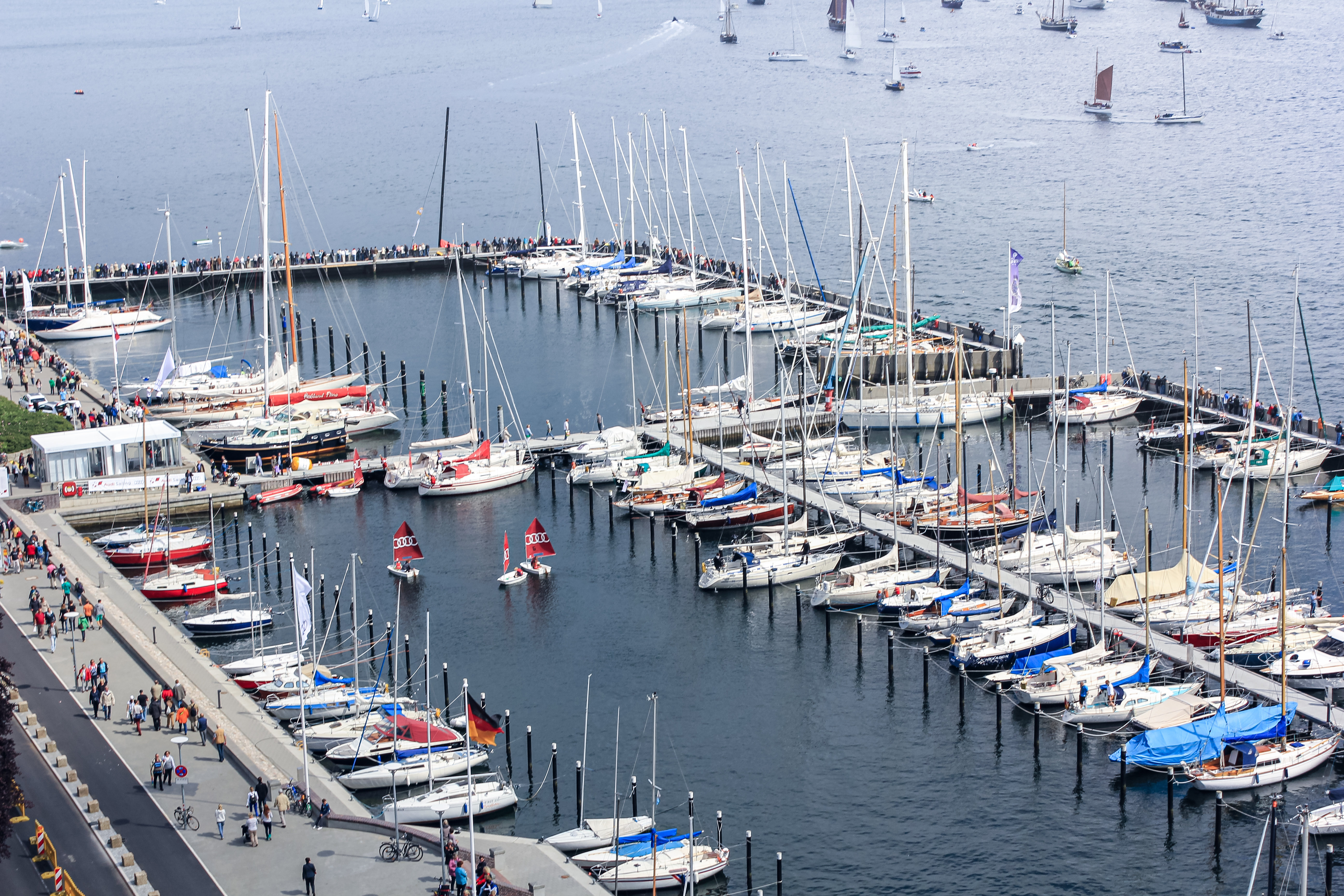
Sporthafen Düsternbrook

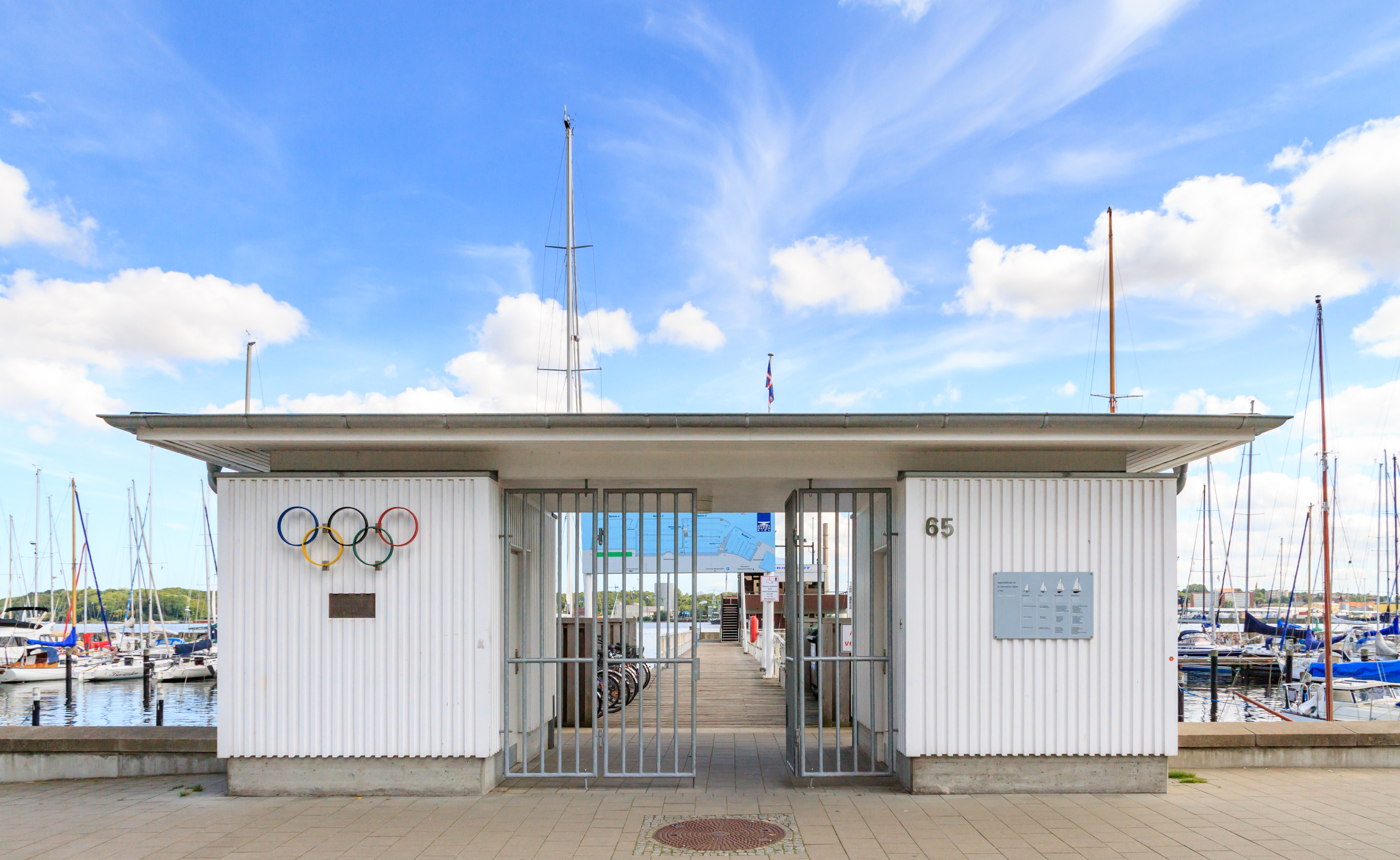
Eingang Olympiahafen Düsternbrook – Kiellinie 60

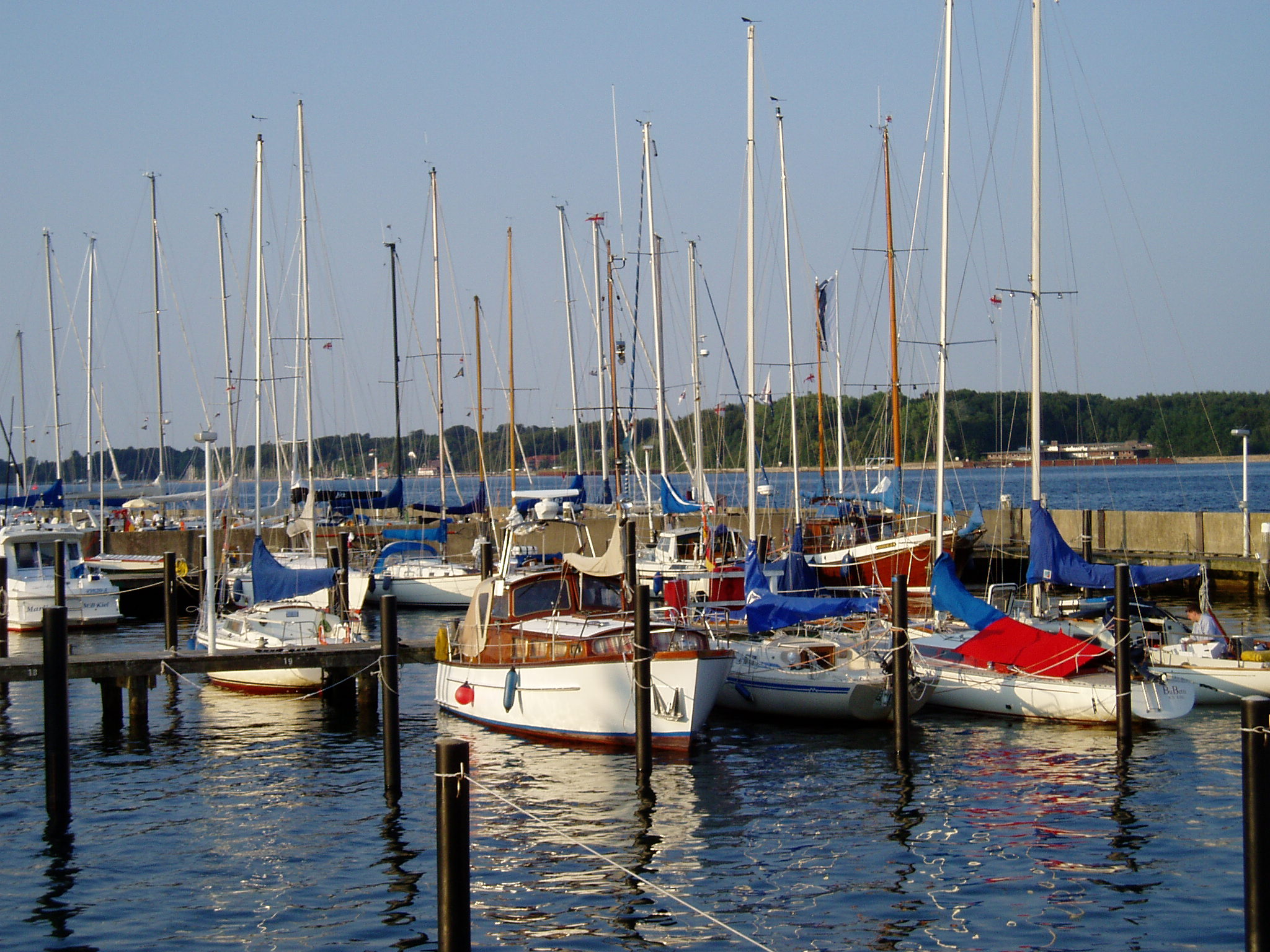
Heutige Nutzung als Liegeplatz für Segelboote

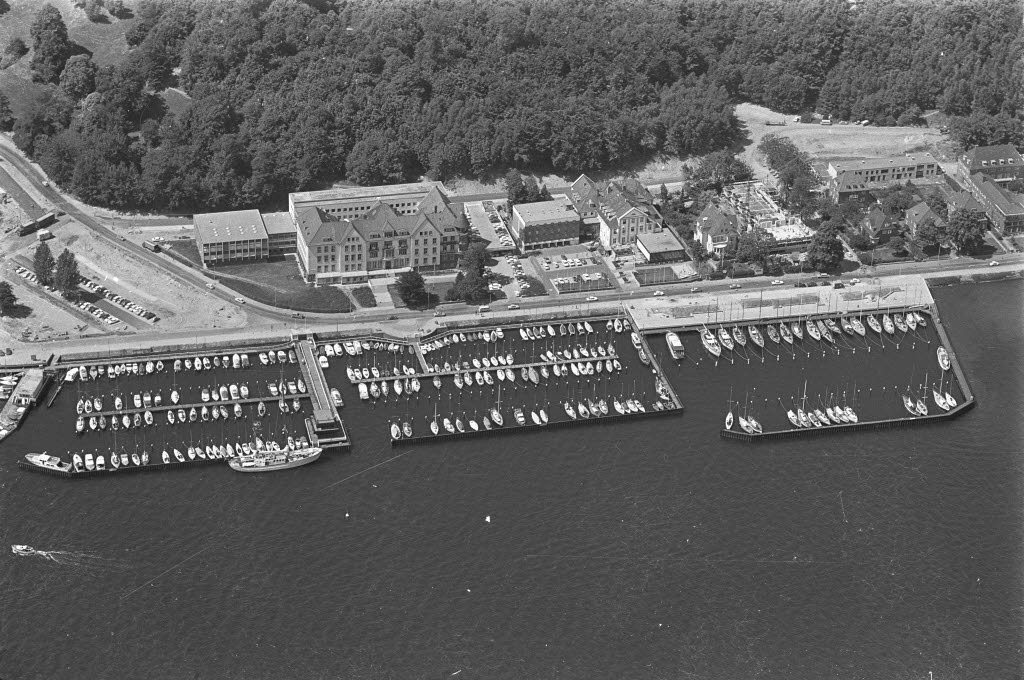
Luftaufnahme von 1971

Der Olympiahafen Düsternbrook (heute „Sporthafen Kiel-Düsternbrook - Alter Olympiahafen 1936“) ist ein Sporthafen im Kieler Ortsteil Düsternbrook in Schleswig-Holstein – an der Innenseite der Kieler Förde.
Er war der Austragungsort der Segelwettkämpfe während der Olympischen Spiele 1936.

## Geschichte
Der Olympiahafen Düsternbrook wurde für die Olympischen Spiele neu am damaligen Hindenburgufer (heute „Kiellinie“) gebaut. Die Entscheidung für den Bau der Wettkampfstätten für die – am 13. Mai 1931 an Berlin vergebenen Olympische Spiele 1936 – fiel 1934. Hauptkonkurrent für die Austragungsort der Segel-Wettkämpfe war Lübeck.
Errichtet wurden ein Hafen für 200 Yachten sowie ein Olympiaheim (das heutige Haus Welt-Club am Düsternbrooker Weg) für die Unterkunft der Sportler. Der Aufbau eines olympischen Dorfes erfolgte nicht. Auf der Lübecker Kogge brannte während der Regatten am entsprechend umgerüsteten Vormast auf der Schale das olympische Feuer.
Die Eröffnung der olympischen Wettkämpfe in Düsternbrook erfolgte am 3. August 1936. Die Abschlussfeierlichkeiten wurden am 14. August 1936 durchgeführt.
Der Sporthafen Düsternbrook umfasst heute vier Becken. Unmittelbar südlich schließt sich die Blücherbrücke an.

## Segelwettbewerbe
Details siehe auch Hauptartikel: Olympische Sommerspiele 1936/Segeln
In der Zeit vom 2. August bis 14. August 1936 fanden auf den Wettkampfbahnen in Innen- und Außenförde in den Bootsklassen O-Jolle, Starboot, 6-m-Klasse und 8-m-Klasse Wettfahrten statt.